# ナタリア・ベステミアノワ
ナタリア・フィリモーノヴナ・ベステミアノワ（ロシア語: Наталья Филимоновна Бестемьянова、1960年1月6日 - ）は、ソビエト連邦出身の女性フィギュアスケート選手。1988年カルガリーオリンピックアイスダンス金メダリスト。1985年、1986年、1987年、1988年世界フィギュアスケート選手権アイスダンスチャンピオン。パートナーはアンドレイ・ブキン。夫はイゴール・ボブリン。なお、ロシア語の名前はナターリヤ・フィリモーノヴナ・ベステミヤーノヴァ。
イゴール・ボブリンのアイスショー・ツアー『ボリショイ・オン・アイス』で活動する傍ら、2011年から2012年にロシアのテレビ番組“cup of professionals”に審査員として出演するなどテレビでも活躍している。

## 経歴
- 1984年サラエボオリンピックで銀メダルを獲得。
- 1985年、1986年、1987年、1988年世界フィギュアスケート選手権優勝。
- 1988年カルガリーオリンピックで金メダルを獲得。

## 主な戦績
| 大会/年      | 78-79 | 79-80 | 80-81 | 81-82 | 82-83 | 83-84 | 84-85 | 85-86 | 86-87 | 87-88 |
| ------------ | ----- | ----- | ----- | ----- | ----- | ----- | ----- | ----- | ----- | ----- |
| オリンピック |       | 8     |       |       |       | 2     |       |       |       | 1     |
| 世界選手権   | 10    |       | 3     | 2     | 2     | 2     | 1     | 1     | 1     | 1     |
| 欧州選手権   |       | 6     | 4     | 2     | 1     | 2     | 1     | 1     | 1     | 1     |